# Mark VII

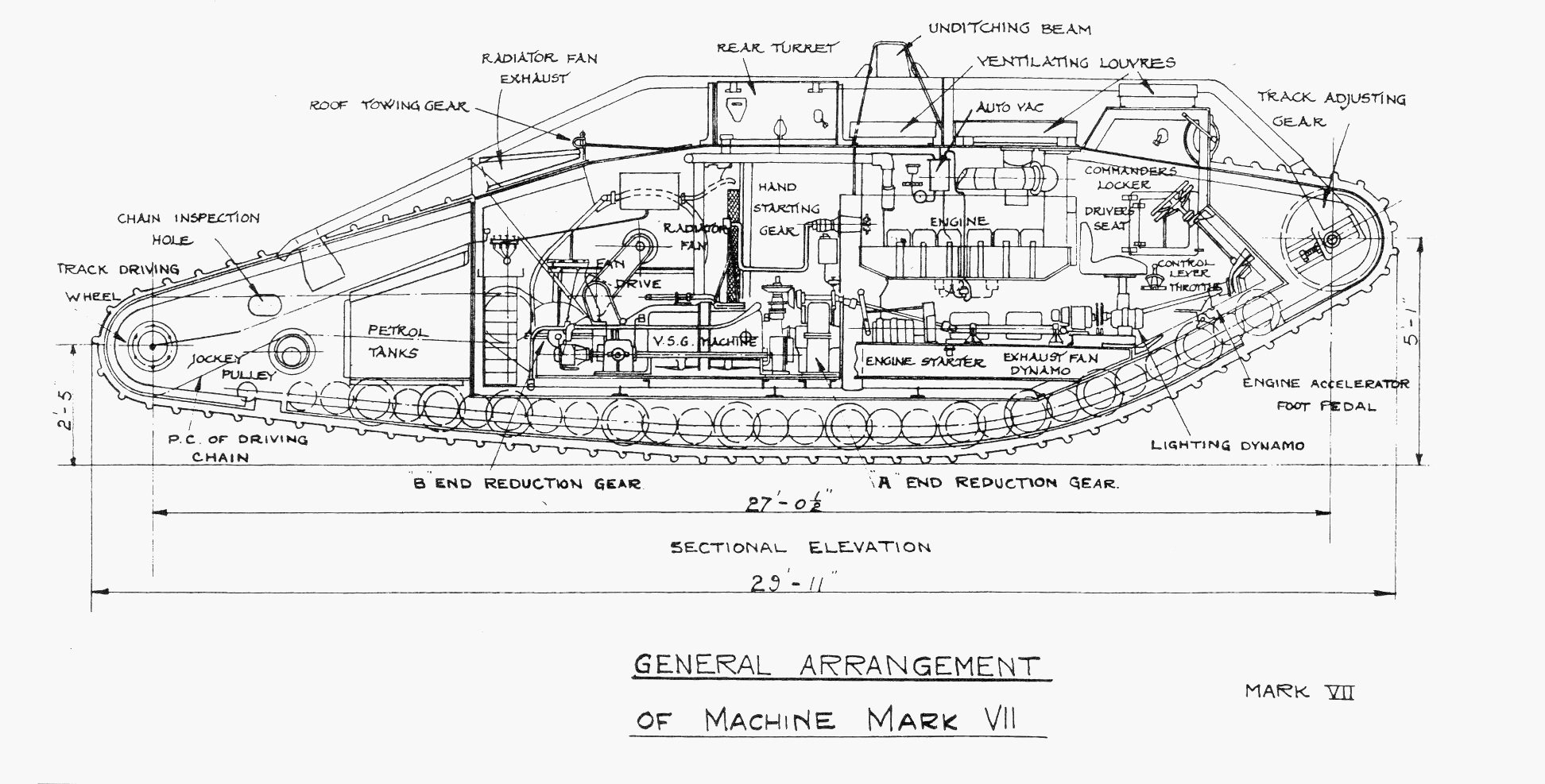
A Mark VII szerkezeti rajza

A Mark VII a Brit Szárazföldi Erők harckocsija volt az első világháború során.

## Felépítése
Újdonsága az olajhűtő és az elektromos indítómotor, ezenkívül a mechanikus váltóművet hidraulikusra cserélték, ami a kezelhetőséget nagy mértékben javította.